# Seznam zápasů anglické fotbalové reprezentace na Mistrovství Evropy
Anglická fotbalová reprezentace byla celkem 11x na mistrovstvích Evropy ve fotbale a to v roce 1968, 1980, 1988, 1992, 1996, 2000, 2004, 2012, 2016, 2021, 2024.
- Aktualizace po ME 2024 - Počet utkání - 45 - Vítězství - 20x - Remízy - 11x - Prohry - 14x

| Číslo | Soupeř        | Výsledek              | ME      | Fáze turnaje       | Góly Anglie                                                                                                |
| ----- | ------------- | --------------------- | ------- | ------------------ | --- |
| 1.    | Jugoslávie    | 0 – 1                 | ME 1968 | semifinále         | Ne |
| 2.    | Sovětský svaz | 2 – 0                 | ME 1968 | o 3. místo         | Bobby Charlton, Geoff Hurst                                                                                |
| 3.    | Belgie        | 1 – 1                 | ME 1980 | základní skupina B | Ray Wilkins                                                                                                |
| 4.    | Itálie        | 0 – 1                 | ME 1980 | základní skupina B | Ne |
| 5.    | Španělsko     | 2 – 1                 | ME 1980 | základní skupina B | Trevor Brooking, Tony Woodcock                                                                             |
| 6.    | Irsko         | 0 – 1                 | ME 1988 | základní skupina B | Ne |
| 7.    | Sovětský svaz | 1 – 3                 | ME 1988 | základní skupina B | Bryan Robson                                                                                               |
| 8.    | Sovětský svaz | 1 – 3                 | ME 1988 | základní skupina B | Tony Adams                                                                                                 |
| 9.    | Dánsko        | 0 – 0                 | ME 1992 | základní skupina A | Ne |
| 10.   | Francie       | 0 – 0                 | ME 1992 | základní skupina A | Ne |
| 11.   | Švédsko       | 1 – 2                 | ME 1992 | základní skupina A | David Platt                                                                                                |
| 12.   | Švýcarsko     | 1 – 1                 | ME 1996 | základní skupina A | Alan Shearer                                                                                               |
| 13.   | Skotsko       | 2 – 0                 | ME 1996 | základní skupina A | Alan Shearer, Paul Gascoigne                                                                               |
| 14.   | Nizozemsko    | 4 – 1                 | ME 1996 | základní skupina A | Alan Shearer (1 + 1 pen.), 2x Teddy Sheringham                                                             |
| 15.   | Španělsko     | 0 – 0 (pen 4 - 2)     | ME 1996 | čtvrtfinále        | penalty: Alan Shearer, David Platt, Stuart Pearce, Paul Gascoigne                                          |
| 16.   | Německo       | 1 – 1 (pen 5 - 6)     | ME 1996 | semifinále         | Alan Shearer penalty: Alan Shearer, David Platt, Stuart Pearce, Paul Gascoigne, Teddy Sheringham           |
| 17.   | Portugalsko   | 2 – 3                 | ME 2000 | základní skupina A | Paul Scholes, Steve McManaman                                                                              |
| 18.   | Německo       | 1 – 0                 | ME 2000 | základní skupina A | Alan Shearer                                                                                               |
| 19.   | Rumunsko      | 2 – 3                 | ME 2000 | základní skupina A | Alan Shearer (penalta), Michael Owen                                                                       |
| 20.   | Francie       | 1 – 2                 | ME 2004 | základní skupina B | Frank Lampard                                                                                              |
| 21.   | Švýcarsko     | 3 – 0                 | ME 2004 | základní skupina B | 2x Wayne Rooney, Steven Gerrard                                                                            |
| 22.   | Chorvatsko    | 4 – 2                 | ME 2004 | základní skupina B | Paul Scholes, 2x Wayne Rooney, Frank Lampard                                                               |
| 23.   | Portugalsko   | 2 – 2 (pen 5 - 6)     | ME 2004 | čtvrtfinále        | Michael Owen, Frank Lampard penalty: Michael Owen, Frank Lampard, John Terry, Owen Hargreaves, Ashley Cole |
| 24.   | Francie       | 1 – 1                 | ME 2012 | základní skupina D | Joleon Lescott                                                                                             |
| 25.   | Švédsko       | 3 – 2                 | ME 2012 | základní skupina D | Andy Carroll, Theo Walcott, Danny Welbeck                                                                  |
| 26.   | Ukrajina      | 1 – 0                 | ME 2012 | základní skupina D | Wayne Rooney                                                                                               |
| 27.   | Itálie        | 0 – 0 (pen 2 - 4)     | ME 2012 | čtvrtfinále        | penalty: Steven Gerrard, Wayne Rooney                                                                      |
| 28.   | Rusko         | 1 – 1                 | ME 2016 | základní skupina B | Eric Dier                                                                                                  |
| 29.   | Wales         | 2 – 1                 | ME 2016 | základní skupina B | Jamie Vardy, Daniel Sturridge                                                                              |
| 30.   | Slovensko     | 0 – 0                 | ME 2016 | základní skupina B | Ne |
| 31.   | Island        | 1 – 2                 | ME 2016 | osmifinále         | Wayne Rooney (penalta)                                                                                     |
| 32.   | Chorvatsko    | 1 – 0                 | ME 2021 | základní skupina D | Raheem Sterling                                                                                            |
| 33.   | Skotsko       | 0 – 0                 | ME 2021 | základní skupina D | Ne |
| 34.   | Česko         | 1 – 0                 | ME 2021 | základní skupina D | Raheem Sterling                                                                                            |
| 35.   | Německo       | 2 – 0                 | ME 2021 | osmifinále         | Raheem Sterling, Harry Kane                                                                                |
| 36.   | Ukrajina      | 4 – 0                 | ME 2021 | čtvrtfinále        | 2x Harry Kane, Harry Maguire, Jordan Henderson                                                             |
| 37.   | Dánsko        | 2 – 1 (PP)            | ME 2021 | semifinále         | Simon Kjær (vlastní branka DEN), Harry Kane (penalta)                                                      |
| 38.   | Itálie        | 1 – 1 (PP) (pen.2-3)  | ME 2021 | finále             | Luke Shaw                                                                                                  |
| 39.   | Srbsko        | 1 – 0                 | ME 2024 | základní skupina C | Jude Bellingham                                                                                            |
| 40.   | Dánsko        | 1 – 1                 | ME 2024 | základní skupina C | Harry Kane                                                                                                 |
| 41.   | Slovinsko     | 0 – 0                 | ME 2024 | základní skupina C | Ne |
| 42.   | Slovensko     | 2 – 1 (PP)            | ME 2024 | osmifinále         | Jude Bellingham, Harry Kane                                                                                |
| 43.   | Švýcarsko     | 1 – 1 (PP) (pen. 5-3) | ME 2024 | čtvrtfinále        | Bukayo Saka penalty: Cole Palmer, Jude Bellingham, Bukayo Saka, Ivan Toney, Trent Alexander-Arnold         |
| 44.   | Nizozemsko    | 2 – 1                 | ME 2024 | semifinále         | Harry Kane (penalta), Ollie Watkins                                                                        |
| 45.   | Španělsko     | 1 – 2                 | ME 2024 | finále             | Cole Palmer                                                                                                |